# Uwe Jens Krafft

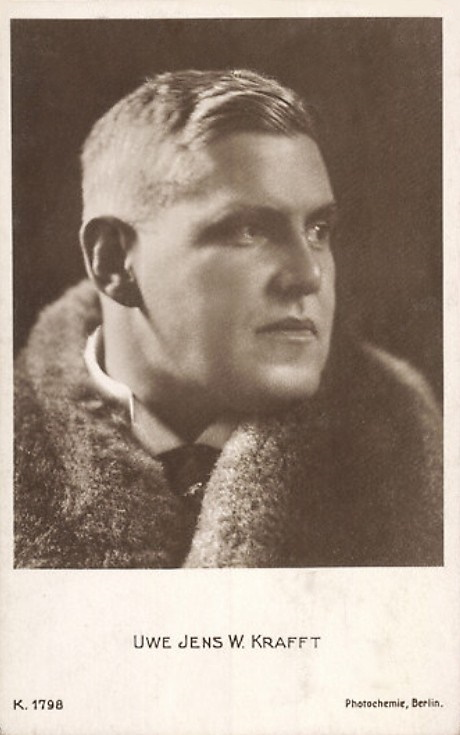
Krafft etwa 1920

Uwe Jens Krafft, gebürtig Gustav Heinrich Walter Krafft (* 23. Dezember 1878 in Kiel, Deutsches Reich; † 13. Dezember 1929 in Berlin), war ein deutscher Regisseur, Schauspieler, Drehbuchautor, Szenenbildner und Schnittmeister.
Krafft kam nach Studiengängen in München und Berlin als Darsteller zum Film und wechselte im Ersten Weltkrieg zur Regie.

## Filmografie

### Regie
- 1917: Die Kaukasierin
- 1918: Fünf Minuten zu spät
- 1918: Sein bester Freund
- 1919: Wenn man berühmt ist
- 1919: Albert hat Prokura
- 1919: Das Buch Esther
- 1919: Die Okarina
- 1919: Die schwarze Marion
- 1919: Die Herrin der Welt, 4. Teil: König Makombe
- 1920: Die Herrin der Welt, 5. Teil: Ophir, die Stadt der Vergangenheit
- 1920: Die Herrin der Welt, 6. Teil: Die Frau mit den Milliarden
- 1920: Der Amönenhof
- 1921: Die Nacht der Einbrecher
- 1921: Die Trommeln Asiens
- 1921: Junge Mama
- 1922: Maciste und die Javanerin
- 1923: Az egyhuszasos lány
- 1923: Der Tiger des Zirkus Farini
- 1928: Schneeschuhbanditen
- 1930: Leier und Schwert

### Darsteller
- 1916: Die Reise ins Jenseits
- 1917: Die leere Wasserflasche
- 1919: Sündenlust
- 1921: Rennbahnschieber
- 1927: Die weiße Spinne (auch Filmbauten)
- 1927: Orientexpress
- 1927: Petronella
- 1928: Schneeschuhbanditen